# Vladislav 2. af Bøhmen og Ungarn
Vladislav 2. (tjekkisk: Vladislav Jagellonský; ungarsk: II. Ulászló; polsk: Władysław II Jagiellończyk; kroatisk: Vladislav II. Jagelović; slovakisk: Vladislav II. Jagelovský) (1. marts 1456, Krakow – 13. marts 1516, Buda) var konge af Bøhmen fra 1471 til 1516 og Ungarn fra 1490 til 1516.
Vladislav var søn af Kasimir 4., konge af Polen og storfyrste af Litauen, der tilhørte Huset Jagiello, og Elisabeth af Østrig, datter af Albrecht 2. af Tyskland, som også var konge af Bøhmen og Ungarn 1438-1439.
Vladislav blev kronet til konge af Bøhmen den 22. august 1471 og konge af Ungarn den 18. september 1490. Hans forgænger som konge af Ungarn, Matthias Corvinus, var også hans rival til tronen i Bøhmen.